# Dixie Willis
Dixie Isabel Willis (poročena Booth, Carbon in Ingram), avstralska atletinja, * 13. december 1941, Fremantle, Zahodna Avstralija, Avstralija.
Nastopila je na poletnih olimpijskih igrah leta 1960, ko je odstopila v finalu teka na 800 m. Na igrah Skupnosti narodov je leta 1962 zmagala v teku na 880 jardov. 3. marca 1962 je postavila nov svetovni rekord v teku na 800 m s časom 2:01,2, ki je veljal dve leti in pol.